# RASD1
RASD1 (англ. Ras related dexamethasone induced 1) – білок, який кодується однойменним геном, розташованим у людей на короткому плечі 17-ї хромосоми. Довжина поліпептидного ланцюга білка становить 281 амінокислот, а молекулярна маса — 31 642.
| 10         |  | 20         |  | 30         |  | 40         |  | 50         |
| ---------- |  | ---------- |  | ---------- |  | ---------- |  | ---------- |
| MKLAAMIKKM |  | CPSDSELSIP |  | AKNCYRMVIL |  | GSSKVGKTAI |  | VSRFLTGRFE |
| DAYTPTIEDF |  | HRKFYSIRGE |  | VYQLDILDTS |  | GNHPFPAMRR |  | LSILTGDVFI |
| LVFSLDNRDS |  | FEEVQRLRQQ |  | ILDTKSCLKN |  | KTKENVDVPL |  | VICGNKGDRD |
| FYREVDQREI |  | EQLVGDDPQR |  | CAYFEISAKK |  | NSSLDQMFRA |  | LFAMAKLPSE |
| MSPDLHRKVS |  | VQYCDVLHKK |  | ALRNKKLLRA |  | GSGGGGGDPG |  | DAFGIVAPFA |
| RRPSVHSDLM |  | YIREKASAGS |  | QAKDKERCVI |  | S          |  |            |

A: Аланін

C: Цистеїн

D: Аспарагінова кислота

E: Глутамінова кислота

F: Фенілаланін

G: Гліцин

H: Гістидин

I: Ізолейцин

K: Лізин

L: Лейцин

M: Метіонін

N: Аспарагін

P: Пролін

Q: Глутамін

R: Аргінін

S: Серин

T: Треонін

V: Валін

Задіяний у такому біологічному процесі, як альтернативний сплайсинг. 
Білок має сайт для зв'язування з нуклеотидами, ГТФ. 
Локалізований у клітинній мембрані, цитоплазмі, ядрі, мембрані.